# Henry Holden Huss
Henry Holden Huss (Newark, New Jersey, 21 juni 1862 - New York 17 september 1953) was een Amerikaans pianist, muziekpedagoog en componist.
Hij schreef verschillende composities voor koor, waarvan The Ride of Paul Revers destijds veelvuldig uitgevoerd werd, een Rhapsody voor piano, een pianoconcert, een vioolconcert, twee vioolsonates, een sonate voor altviool, een cellosonate. en talrijke liederen.
Holden Huss componeerde in de stijl van de romantici. Hij behoort samen met componisten als Ernest Schelling en Edward MacDowell tot de groep componisten die in Europa hadden gestudeerd en die deze tradities naar hun thuisland hadden overgedragen. Ze waren actief in de VS vóór de komst van de componisten die we nu als typisch Amerikaans beschouwen, zoals Ives, Gershwin, Copland en Barber.

## Biografie
Holden Huss was een de zoon van Duitse immigranten en afstammeling van de reformator Jan Hus. Hij groeide op in New York, waar hij piano- en orgelles kreeg van een plaatselijke musicus die gestudeerd had aan het conservatorium van Leipzig. Na een tijdje reisde Huss naar München om te studeren aan het Koninklijk Conservatorium bij Joseph Rheinberger. Na zijn afstuderen keerde hij terug naar de Verenigde Staten en begon een carrière als pianovirtuoos en als begeleider van zijn vrouw, de zangeres Hildegard Hoffmann. Verder was Holden Huss pianodocent op het Thurston College in New York.
Holden Huss overleed in 1953, op 91-jarige leeftijd.

## Pianoconcert
Het pianoconcert van Huss neemt een aparte plaats in zijn oeuvre in. Het is groots opgezet en stelt hoge (virtuoze) eisen aan de uitvoerder. Het is een Amerikaans "Brahms"-concert. Het gebrek aan succes komt waarschijnlijk door het ontbreken van pianistische talent bij de componist. Hij voerde het werk wel uit maar volgens tijdgenoten op een belabberde manier. Als je de opmerkingen van Tsjaikovski leest die hij in zijn dagboek schreef naar aanleiding van een bezoek aan New York heeft Huss weinig zelfkritiek gehad. Huss werd namelijk gevraagd om de pianopartij te spelen van zijn Trio in A mineur. Veertig jaar later schreef Huss hierover: "Tchaikovsky was aanwezig op de repetitie en was heel aardig. Zijn handtekening op mijn exemplaar is een dierbare herinnering. Zijn enige kritiek was dat een bepaald thema misschien wat te langzaam werd gespeeld". Tsjaikovsky had een heel andere ervaring. In zijn dagboekaantekening van 20 mei 1891 schrijft hij: "Het kwartet werd tamelijk slecht gespeeld en het trio nog erger, want de pianist (Mr. Huss, bescheiden en laf) is behoorlijk slecht en kan niet eens tellen..."
Zijn pianoconcert werd in de serie The Romantic Piano Concerto van Hyperion in 1998 voor de eerste keer opgenomen. Er zit behoorlijk veel invloed in van Brahms, Grieg, Tsjaikowsky en Beethoven (Keizerconcert). Wat opvalt aan het stuk is de virtuoze pianopartij.
- CiNii: DA1536221X
- Gemeinsame Normdatei: 119405040
- International Standard Name Identifier: 0000 0000 8207 0184
- Library of Congress Control Number: n82020020
- MusicBrainz: a2e4cab7-8208-45f8-b580-adf9a9be22d2
- Nationale Bibliotheek van Israël: 987007283522805171
- Nationale Bibliotheek van Polen: a0000002899651
- Nederlandse Thesaurus van Auteursnamen: 16364439X
- Réseau des bibliothèques de Suisse occidentale: 02-A011245676
- Istituto Centrale per il Catalogo Unico: DDSV038072
- SNAC: w61r6t6m
- Virtual International Authority File: 25411855
- WorldCat: E39PBJkhHwj7CxGJMM8RQDcQMP